# Bud Abbott
Bud Abbott (n. 2 octombrie 1897 — d. 24 aprilie 1974) a fost un actor comedie film american.

## Filmografie
- One Night in the Tropics (1940)
- Buck Privates (1941)
- In The Navy (1941)
- Hold That Ghost (1941)
- Keep 'Em Flying (1941)
- Ride 'Em Cowboy (1942)
- Rio Rita (1942)
- Pardon My Sarong (1942)
- Who Done It? (1942)
- It Ain't Hay (1943)
- Hit the Ice (1943)
- In Society (1944)
- Lost in a Harem (1944)
- Here Come the Co-Eds (1945)
- The Naughty Nineties (1945)
- Abbott and Costello in Hollywood (1945)
- Little Giant (1946)
- The Time of Their Lives (1946)
- Buck Privates Come Home (1947)
- The Wistful Widow of Wagon Gap (1947)
- The Noose Hangs High (1948)
- Abbott and Costello Meet Frankenstein (1948)
- Mexican Hayride (1948)
- 10,000 Kids and a Cop (1948)
- Africa Screams (1949)
- Abbott and Costello Meet the Killer, Boris Karloff (1949)
- Abbott and Costello in the Foreign Legion (1950)
- Abbott and Costello Meet the Invisible Man (1951)
- Comin' Round the Mountain (1951)
- Jack and the Beanstalk (1952)
- Lost in Alaska (1952)
- Abbott and Costello Meet Captain Kidd (1952)
- Abbott and Costello Go to Mars (1953)
- Abbott and Costello Meet Dr. Jekyll and Mr. Hyde (1953)
- Abbott and Costello Meet the Keystone Kops (1955)
- Abbott and Costello Meet the Mummy (1955)
- Dance with Me, Henry (1956)
- The World of Abbott and Costello (1965)